# Maria Engelbrecht Stokkenbech
Maria Engelbrecht Stokkenbech, född 1759, död efter 1806, var en dansk författare, memoarskrivare, skräddare och feminist. Hon försörjde sig som skräddare och färdades genom Europa utklädd till man mellan 1780 och 1784, och utgav sedan en uppmärksammad skildring av sitt liv. 